# 氣旋克里斯汀
強烈熱帶氣旋克里斯汀（英語：Severe Tropical Cyclone Christine）為2021－2022年澳洲地區熱帶氣旋季的第3場風暴、第2場熱帶氣旋，也是第2個達到強烈熱帶氣旋等級的氣旋。克里斯汀在命名後一直穩步增強，於12月31日午夜以四級熱帶氣旋的強度登陸西澳大利亞州的羅伯恩。

## 氣象歷史
在12月22日，TCWC珀斯和TCWC達爾文把位於達爾文西北方約400公里的低壓系統升格為熱帶低氣壓,編號04U。
12月26日,  TCWC珀斯重新定位了04U的低壓中心。由於04U系統的形態初時屬季風低壓, 導致04U發展、增強程度緩慢。直至12月28日12:00UTC, 澳大利亞國家氣象局把04U正式升格為一級熱帶氣旋, 並命名為Christine(克里斯汀)。
12月29日00:00UTC, 澳大利亞國家氣象局把克里斯汀升格為二級熱帶氣旋。
12月30日00:00UTC, 澳大利亞國家氣象局把克里斯汀升格為三級強烈熱帶氣旋。同日晚上, 克里斯汀在西澳大利亞州的羅伯恩以東沿海登陸。
12月31日00:00UTC, 澳大利亞國家氣象局把克里斯汀降格為二級熱帶氣旋。同日06:00UTC, 澳大利亞國家氣象局把克里斯汀降格為一級熱帶氣旋。18:00UTC, 澳大利亞國家氣象局把克里斯汀降格為熱帶低氣壓。
1月1日, 澳大利亞國家氣象局停止針對克里斯汀的發佈。

## 影響

### 西澳大利亞州

克里斯汀於12月29日在靠近西澳大利亞州海岸

克里斯汀登陸後，隨即為皮爾布拉大部分地區帶來強降雨，在羅伯恩，雨量計在發生故障前錄得134.2毫米（5.28英寸）的雨量，而北阿比多斯錄得的最大日雨量為168毫米（6.6 英寸），黑德蘭港錄得123.2毫米（4.85 英寸），卡拉薩錄得112.8 毫米（4.44 英寸），克里斯汀外圍雨帶在布魯姆和拉格朗日灣帶來為期三天的總計181.8毫米（7.16 英寸）和137.2毫米（5.40 英寸）的雨量. 黑德蘭港的所有採礦和航運業務都要取消，羅伯恩和威克姆首當其衝受到風暴的影響，在羅伯恩錄得最大陣風為172公里/小時（107英里/小時），許多房屋的屋頂因積水過多而倒塌或被陣風摧毀，整個城鎮在短時間內斷電，而卡拉薩和黑德蘭港則沒有受到太大損害。

## 外部連結
- Joint Typhoon Warning Center (JTWC) （页面存档备份，存于）
- Bureau of Meteorology (TCWC's Perth, Darwin & Brisbane) （页面存档备份，存于）